# Вилхелм Пик
Фридрих Вилхелм Рејнхолд Пик (Губен, 3. јануар 1876 — Берлин, 7. септембар 1960) био је немачки политичар и комуниста. Од 1949. године је био први председник Немачке Демократске Републике.

## Биографија
Рођен је 1876. године у месту Губен, данашња Пољска. Иако је првобитно учио за столара, симпатије према комунизму и револуцији одвеле су га у воде политичког активизма. Као столар се 1894. укључио у синдикат столара, а наредне године постао је члан Социјалдемократске партије Немачке.

### Комунистичка делатност
Док је већина чланства СПД подупирала учешће Немачке у Првом светском рату, Пик је био на страни мањине која се противила рату. Због свог отвореног иступања против рата, Пик је био ухапшен и смештен у војни затвор. Након изласка из затвора, накратко је живео у Амстердаму.
Током револуционарних превирања у Берлину после рата, Вилхелма Пика, Розу Луксембург и Карла Либкнехта су 16. јануара 1919. заробили контрареволуционари. Луксембургову и Либкнехта су убили, док је Пик успео да им побегне.
Пик је 1922. године био оснивач „Међународне црвене помоћи“. Од 1925. је био председник немачког одељења „Црвене помоћи“.
Након доласка нациста на власт 1933, Пик је отишао првобитно у Француску, а затим у Москву 1935. године. Од 1935. до 1943. био је секретар Коминтерне.

### Вођа Источне Немачке
Вратио се у Немачку након уласка јединица Црвене армије у Берлин 1945. године. Покренуо је иницијативу за уједињењем источних грана КП Немачке и СПД-а, након чега је формирана Јединствена социјалистичка партија Немачке (СЕД). Он и Ото Гротевол били су вође нове партије.
Након формирања Немачке Демократске Републике из совјетске окупационе зоне Немачке 1949. године, Вилхелм Пик је постао њен први председник. Године 1950. је изгубио функцију председника СЕД-а, место на којем га је наследио Валтер Улбрихт.
Пик је био председник Немачке све до своје смрти 1960. године. Након тога је функција председника ДДР-а укинута, а заменила ју је функција председника Државног већа ДДР-а.